# Céhcímer
A céhcímerek a céhek, később a manufaktúrák által használt címerek. Nem minden a céhek által viselt jelvény volt valódi címer. Csak azok tekinthetők céhcímernek, melyek pajzsba vannak foglalva és a céh állandó jelleggel használta.
A céhes heraldika a paraszti heraldika mellett a címertan egyik legkevésbé feldolgozott területe, mivel nagyon szerteágazó és nem túlságosan egységes.

## A céhcímerek eredete

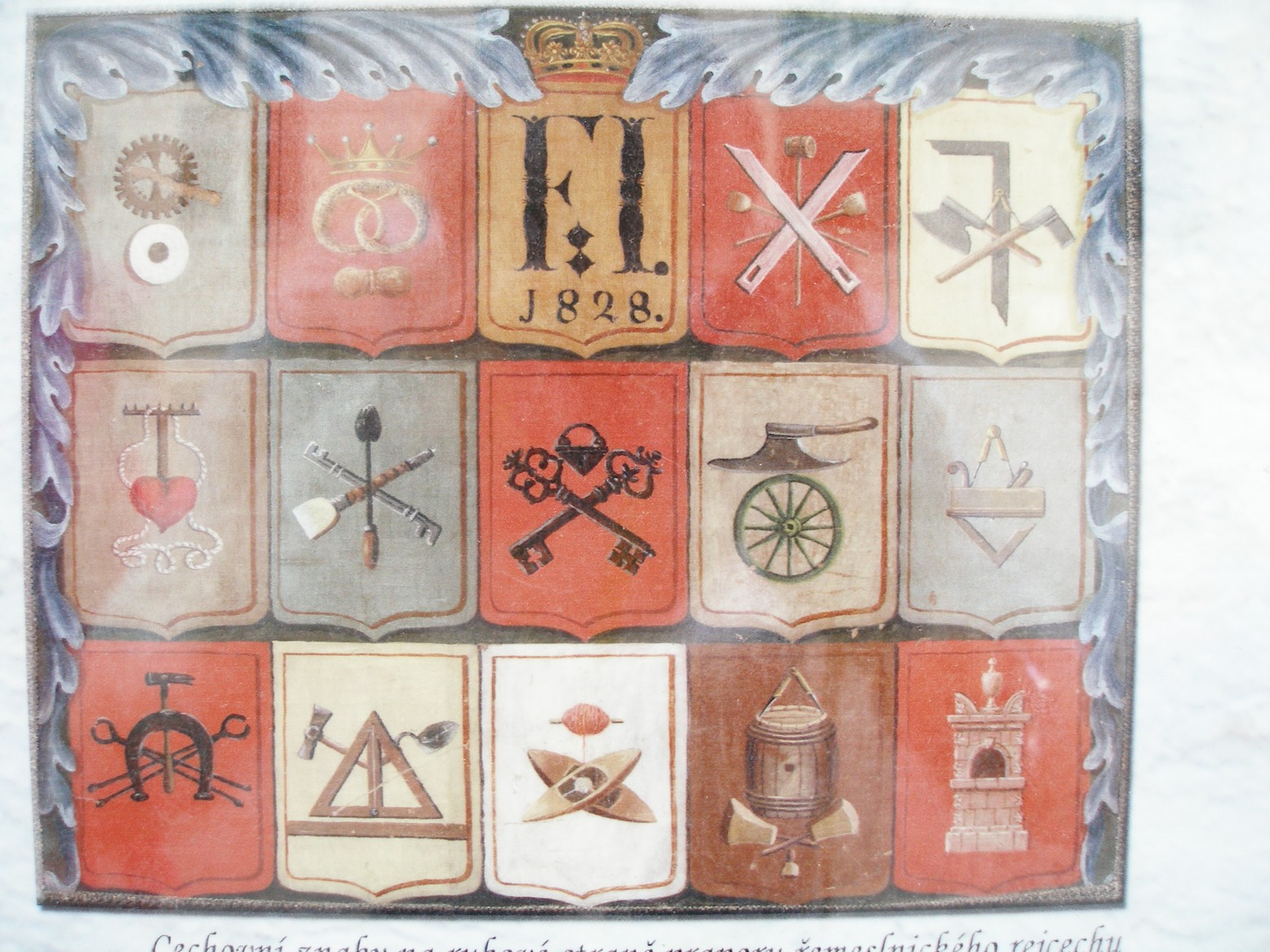
A csehországi Nové Strašecí város kézműves céheinek zászlója

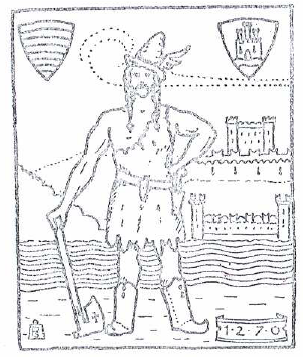
Középkori magyar kaszab legény

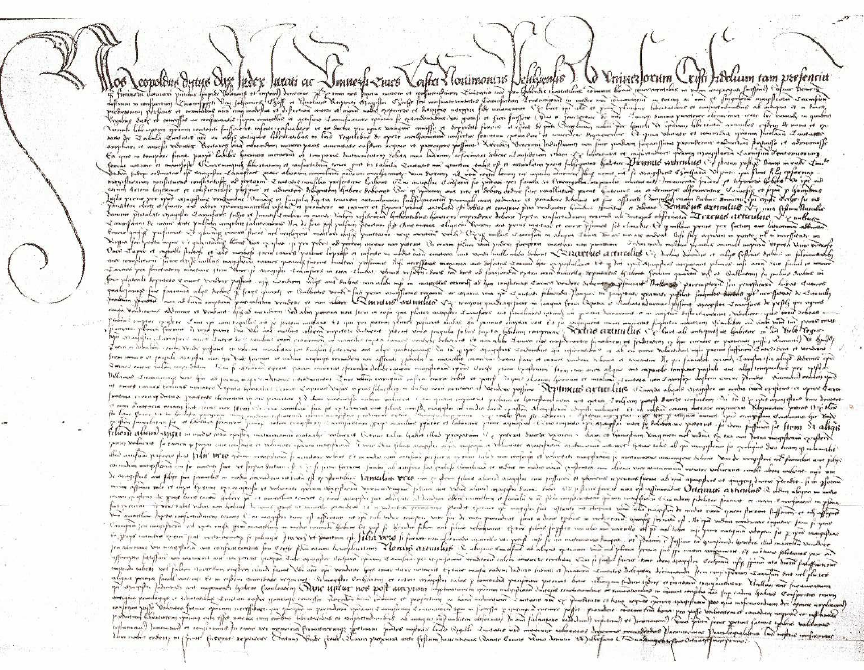
Budai húsmívesek céhlevele, 1481. május 2.

A céhek létrejötte a preheraldikus korra esik, ezért azok egyes jelképei is régebbiek lehetnek a heraldikánál. Az érdekközösségen alapuló csoportosulások Indiában már a Krisztus előtti 2000-es években megjelentek. A mesteremberek és a kézművesek céhekbe, illetve gildekbe tömörülése a 11. század végén kezdődött. Bizáncban a 9. századtól, Európában a 12-13. századtól a fejlett városokban egyre több egyesülés és testület jött létre, különféle szakmák szerint. A középkorban háromféle céh alakult ki, a vallási-jótékonysági (testvérületi), a kézműipari és a kereskedelmi (gilde). 
Magyarországon az ipari termelést a keresztes hadjáratok és az idegen letelepülők lendítették fel. Az első céhek olasz és német mintára szerveződtek, megalapítóik is külföldiek (hospesek) voltak. A városi céhek Magyarországon a 13-14. században jöttek létre. Az első ránk maradt magyar céhlevél 1307-ből való, mely a kassai szűcsök kiváltságait tartalmazta, míg a kassai kereskedők statútumainak 1446-os átirata a legrégibb magyarországi kereskedőcéhi statúmtum is egyben. 
A legrégibb magyar céhek azonban a mészároscéhek lehettek. A húsfeldolgozással különféle szakemberek foglalkoztak. Ők voltak a nyakvágók, nyakazók, vágók, szúrók, nyúzók, bakók. A vágóhídon dolgoztak a vágólegények, török eredetű szóval a kaszablegények, akik az állatok leölésével és feldarabolásával foglalkoztak, a székálló legények a mészárszékekben a hús kimérését végezték. A magyar céhes ipar egyik legkorábbi emléke is a kaszab legényekhez kapcsolódik. A mészároscéhek védőszentje általában Szent Mátyás apostol volt, akit többnyire szekercével ábrázoltak, mert egy legenda szerint bárddal lefejezték. A mészároscéhek címerében megjelenő bárdok ezért egyaránt tekinthetők a mesterség jelvényének és a védőszent attribútumának.  
A magyar királyok támogatták a céheket. Már III. Béla elrendelte a céhek iratainak tárolását. Nagy Lajos 1376-ban szabályozta és kötelezővé tette a céhrendszert. Zsigmond király 1402-ben az országos rendek közé iktatta a városi polgárságot, de a céhek virágkora Mátyás király uralkodásának idejére esik, amikor a palotaépítések és a reneszánsz kultúra átvétele óriási fejlődést hozott kézműiparban és számos külföldi mester telepedett le az országban. 
Csak a szabad kézművesek léptek szövetségre egymással, először a szabad királyi városokban, majd a mezővárosokban is. Idővel ezen testvériségek kiváltságos társaságokká váltak (közvetlen királyi fennhatóság, követek részvétele a rendi országgyűléseken, szabad bíró és plébános választás, vásártartási jog, árumegállító jog, vámmentesség, pallosjog), melynek célja a konkurencia kizárása és ezzel az árak fenntartása volt, a magas minőségű termelés folytatása mellett. A céhek virágkorukat a 14-15. században élték, amikor nagyfokú specializációra került sor. Jelvényeiket Európa-szerte a 14. században helyezték először pajzsra. A legtöbb céhcímer a 17-19. századból maradt fenn.  
Egy városban az adott mesterségnek csak egy céhe lehetett. A rokonmesterségeket űző céhek gyakran egyesültek és egyesített céhek jöttek létre. A mesterlegények külön társaságot, ifjú-céhet alkottak. 
A céhek részt vettek a város védelmében és városuk haderején belül a királyi hadjáratokban is, ami megkövetelte a saját zászló és más identifikáló jelképek használatát. Brassóban például a várfalakon 32 torony és a 7 bástya volt található. Az utóbbiakat a hét legerősebb brassói céh fegyveresei őrizték. Minden céh szorosan zárt testületet alkotott, élén két céhmesterrel és a céh belső életét szabályozó statútumokkal.    
A céhek a 13. századtól, majd elsősorban a 15-16. században kezdtek egyre nagyobb hangsúlyt helyezni a céh reprezentációjára. Termelői közösségként különféle ünnepeket rendeztek, saját egyenruhát készítettek, áruikat ellátták jelvényeikkel és az írásbeliség terjedésével irataikat a saját pecsétjükkel erősítették meg. Voltak saját kitüntetéseik, szertartásaik, védőszentjeik, kápolnáik, oltáraik, patrónusaik és címereik is. Ezek ábrázolása látható a pecséteken, céhládákon, céhbehívó táblákon, poharakon, céhkorsókon és céh-legénykorsókon, cégéreken, bútorokon, társasági szállásokon, kápolnákon, oltárokon, templomi padokon (céhstallum), céhes öltözékeken, síremlékeken stb. 
A céhcímerek jelentős része heraldikailag megfelelő alkotás, bár azt ritkán készítették képzett heraldikusok. Ezért sokszor vétenek a heraldika szabályai ellen. Stílusuk mindig az adott kor jellegét követi. A 15. századi címerek még megtartják a késő gótikus kerektalpú pajzsot, a 16-17. századiak reneszánsz pajzsot használnak, később elterjednek a barokk pajzsok. A 18. században sok céh hagyta el régi jelképét és helyette pompás barokk kartusba helyezte a címerét.
Arra is van példa, hogy több városnak volt közös céhe. A lengyeleknek elzálogosított városok visszatérése után Poprád, Felka és Mateóc mészároscéhe 1783-ban  közös címert használt. Többféle céh egyesített címerének jó példája Betlér egyesült céhcímere (1801), melynek közös pajzsán több mint harminc céh szimbóluma van elhelyezve. Ezt két oroszlán tartja (valószínűleg az Andrássy címerből) és a pajzs fölött korona van. A céhek elzárkóztak a zsidó iparosok felvételétől. Néhány nagyobb városban azonban külön céhet engedélyeztek számukra. Ilyen volt pl. a miskolci zsidó iparoscéh, melynek egy 1846-ból származó mesterlevele is fennmaradt.       
A céhremekeken gyakran jelenik meg a kétfejű sas, mert a török kiűzése után a legtöbb céh a Habsburg uralkodóktól kapta szabadalomlevelét. Ezenkívül a magyar címer is nagyon gyakori.   
A céhbeli mesteremberek is használtak címert, melyet általában a céhcímerből vezettek le vagy változtatás nélkül vették át. A személyi címert a sisak és a sisakdísz használata fejezi ki. A személyi kézművescímereket a levelezéskor használták és a pecsétre vésett ábráját gyakran nyomták a mesterlevelekre a nagy céhpecsét mellé. 
Az ipari forradalom hatására egész Európában megszűnt a céhrendszer és a céhes termelés. Ez magával hozta a céhek jogi megszűnését is. Csehországban 1859. december 20-án törölték el a céheket. Magyarországon 1872-ben (1872. évi 8. tc.) az önálló kisiparosok számára a céhek helyett ipartársulatokat, majd ipartestületeket szerveztek, amivel megnyílt az út a szabad vállalkozás előtt. A régi céhek jelvényei (főként a kisebb településeken) erősen hatottak az új szervezetek jelvényeire. Így a régi céhek túlélése megváltozott formában sok helyen a 20. századig is kimutatható. Manapság egyes területek szervezeti tagsága, mint például a bortermelők az újonnan megalakult szövetségüket szintén céhnek nevezi.

## A céhcímerek jellege
A középkori ipari és művészi  alkotás között elmosódott a határ. Ekkoriban a művészek is mesterembereknek tartották magukat. A céhjelvények és -címerek számos értékes technikatörténeti, viselet-és művelődéstörténeti, valamint néprajzi és heraldikai adalékkal szolgálnak.  
Keletkezésük idején, az élő heraldika korában a céhcímerek nem tartoztak a heroldok felügyelete alá. A legkorábbi céhcímerek pajzsformájúak voltak, de ezek ábrái és színei a 16. századig gyakran változtak. Csak ettől a századtól kezdve lett a tartalmuk és az alakjuk maradandóbb. A 17. századtól megjelentek a külső címerrészek és tartozékok, mint a királyi és császári korona, a pajzstartók (Magyarországon angyalok, Csehországban oroszlánok, Ausztriában griffek) és a címersátor-szerű díszek, illetve a címerpalástok egyfajta utánzatai. Jellegzetes az ún. másodlagos címerképek alkalmazása, melyeket a pajzsmezőn kívül helyeztek el, főleg a pajzs fölött, ami ellentétes a közép-európai heraldika szellemével. Az első sisakok a céhcímereken a 15. században jelentek meg Londonban és Prágában. Ezek lehetnek csőrös sisakok vagy pántos sisakok. Anglián és Csehországon kívül főleg Elzászban, Ausztriában, Pomerániában és a mai észt területeken voltak elterjedve. A 17. században sisakos céhcímere volt egyes pozsonyi, nagyszombati, modori stb. céheknek Mivel kedvelték a pajzstartókat, a sisak, a sisakdísz és a sisaktakaró ábrázolása nagyon rendhagyó.      
Maga a címerkép általában egyszerű jelkép, mely a foglalkozásra, a védőszentre vagy a királyi patrónusra utal. Gyakoriak azonban a mesterség különféle jelképeivel túlzsúfolt, antiheraldikusnak ható céhcímerek is. Míg a céhzászlókon gyakran találkozunk a patrónusok attribútumaival is, pecsétjeiken és címerükben általában a mesterségük jelképei, a munkaeszközök vagy a kész termékek szerepeltek. Így pl. a halászok jelképe a hal, a kádároké a hordó, a fazekasoké a fazekaskorong stb. A zsolnai gombosok legyezőt tartó kart használtak (1689), egyes céhek a városi címer egyes elemeit is használták (Igló, Késmárk).    
Az ugyanazon mesterséget űző egyes városok céheinek külön-külön címere volt, melyek néha csak a részleteikben tértek el egymástól. Ilyenek pl. a mészároscéh címerei, melyek közös motívuma az ökörfej. A késmárki mészárosok címerében pl. az ökörfej fölött rózsa van, az iglóiban azt oldalról húsvágó bárd, illetve keresztbe tett csákány és kalapács, a breznóbányaiban az ökörfejet fent és kétoldalt kereszt kíséri stb. A barokk korban a bikafejet gyakran felváltja a bika megölésének jelenete. Így pl. a besztercebányai mészárosok céhében a griff fejszével öli meg a bikát. A korompai és a mosóci címerben (1719) a bikát oroszlán öli meg.